# Culex putumayensis
Culex putumayensis är en tvåvingeart som beskrevs av Matheson 1934. Culex putumayensis ingår i släktet Culex och familjen stickmyggor. Inga underarter finns listade i Catalogue of Life.